# Siemens PLM Software
Siemens PLM Software (fosta UGS) este un software de calculator companie specializata in 3D 
si 2D Product Lifecycle Management (PLM) software . Compania este o unitate de afaceri de 
Industry Automation Siemens diviziune, și are sediul central în Plano Texas. 